# Знайомтеся, Боб
«Знайо́мтеся, Бо́б» (рос. Знакомьтесь, Боб) — російський науково-популярний мультсеріал. Перший випуск з'явився на відеохостинзі YouTube 5 грудня 2016 року.
З 2017 року транслюється на телевізійному каналі «2x2».

## Історія
Концепція серіалу продумувалась з 2015 року авторами, які також відповідали за інші проєкти — «Що якщо» (рос. Что если) та «Ігри розуму» (рос. Игры разума).
2 грудня 2016 року на YouTube був викладений чотирисекундний тизер і з 5 грудня щопонеділка до 2017 року виходив новий епізод. Перший епізод мав найбільшу кількість переглядів всього серіалу на довгий час, але в 2018 році його витіснив епізод другого сезону «Боб заражений паразитами» (рос. Боб заражен паразитами).
Починаючи з березня 2017 року, на телеканалі «2x2» мультсеріал стали показувати в якості «міжпрограмок».
11 квітня 2017 року завершився перший сезон. 18 квітня 2017 року було викладено тизер другого сезону, а 3 травня 2017 року розпочався другий сезон.
2 серпня 2017 невідомими авторами було створено англомовний канал «Meet Arnold», який має схожу тематику з «Знайомтеся, Боб». Первісні епізоди представляли собою повністю переробленою копією перших епізодів оригінального мультсеріалу. Крім того, не дивлячись на те що шоу на думку багатьох було нахабно вкрадено, це не завадило йому популяризуватися у США. Але між двома проєктами зав'язався не грайливий конфлікт, але на деякий час «Meet Arnold» в ньому перемагав, адже цей канал популярний у багатьох країнах світу і має багато підписників і переглядів. Також як і з Бобом, творці не хочуть представлятися своїм фанатам, але після розслідування відомо, що «Meet Arnold» — дочірній канал Ridddle.
18 серпня 2017 року вийшов сюжетний відеоролик під назвою «Звідки взявся БОБ зі ШРАМОМ?» (рос. Откуда взялся БОБ со ШРАМОМ?).
24 серпня 2017 року було створено офіційний англомовний канал, названий «This is Bob». У цей день були викладені відразу три епізоди, але третій з невідомих причин був видалений. Можливо, що це пов'язано з тим, що в коментарях зібралося багато глядачів «Meet Arnold», які порахували, що «This is Bob» є плагіатом, або ці ж . 25 серпня був доданий четвертий епізод, 25 вересня — п'ятий і 13 листопада — шостий, після чого англомовний канал був на довгий час заморожений.
8 вересня 2017 року було створено новий канал «Блогер Боб», на якому було всього лише одне відео, яке було рекламою цифрової камери на Яндекс.Маркет. Канал швидко набрав 85 000 підписників, а відео отримало понад 300 000 переглядів, але через деякий час канал був заблокований.
Восени один з аніматорів покинув проєкт, через що анімація змінилася в 3 сезоні.
Після тизеру 25 серпня, 15 вересня 2017 виходить ще один сюжетний випуск «БОБ. Революція» (рос. БОБ. Революция). І після ряду незвичних випусків 21 вересня з'являється тизер 3 сезону, що почнеться також з сюжетного випуску 30 вересня  (БОБ вийшов з коми).
7 червня 2018 року вийшов тизер 4 сезону, й 28 червня він стартує.
16 серпня 2018 з'явився рекламний відеоролик фільму «Гоголь. Страшна помста»  (що не входить до списку сезонів чи серій) у якому з'являється Микола Гоголь.
28 грудня 2018 закінчився 4 сезон. Тизер вийшов сюжетною серією 31 січня 2019, і перша серія викладена 14 лютого.
30 грудня 2019 року закінчився 5-й сезон, а тизер шостого вийшов 12 січня 2020. 5 лютого 2020 року почався шостий сезон.

## Персонажі
Бо́би — група людських клонів Роберта що мають кожен по одній з його здібностей. Також мають таке ім'я Роберти з інших всесвітів.
Том - експериментатор над клонами та бобами с різних всесвітів, шукав ікс (машину з силою), народився у місті "Hello City". 

## YouTube-канал
Офіційний канал на відеохостингу YouTube було створено 2 червня 2016 року, але перше відео викладено лише рівно через 6 місяців.
22 грудня 2016 року число підписників досягло 100 000 осіб, а вже 2 лютого 2017 року перевалило за 300 000.
28 березня 2017 року на канал підписалося 500 000 осіб, в честь чого на наступний день був викладений спеціальний ролик як подяка фанатам.
16 вересня 2017 року канал досяг мільйона підписників.
17 вересня 2018 року на каналі  2 000 000 глядачів.
16 серпня 2019 року зі швидким ростом підписників канал налічував 3 000 000 осіб.